# Blaaksedijk
Blaaksedijk é uma pequena vila dos Países Baixos, na província da Holanda do Sul. A vila está localizada, parcialmente, no município de Binnenmaas. Blaaksedijk fica na divisa entre Puttershoek, Mijnsheerenland e Heinenoord.